# Comté de Lambton

Situation du comté de Lambton en Ontario

Le comté de Lambton est une division de recensement de la province d'Ontario, au Canada. Le lac Huron en détermine la frontière nord.

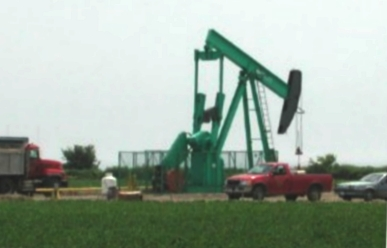
Un puits de pétrole près de Sarnia

Il est nommé en l'honneur de John George Lambton, qui habitait au Château de Lambton.
La plus grande ville du comté est Sarnia.